# Sa Thầy (thị trấn)
Sa Thầy là thị trấn huyện lỵ của huyện Sa Thầy, tỉnh Kon Tum, Việt Nam.

## Địa lý
Thị trấn Sa Thầy nằm ở trung tâm huyện Sa Thầy, có vị trí địa lý:
- Phía đông giáp xã Sa Nghĩa và xã Sa Bình
- Phía tây giáp xã Sa Sơn
- Phía nam giáp xã Ya Xiêr và xã Ya Ly
- Phía bắc giáp xã Sa Nhơn.

Thị trấn Sa Thầy có diện tích 14,73 km², dân số năm 2019 là 11.027 người, mật độ dân số đạt 749 người/km².

## Lịch sử
Ngày 6 tháng 12 năm 1990, Ban Tổ chức Cán bộ Chính phủ ban hành Quyết định số 543-TCCP về việc thành lập thị trấn Sa Thầy trên cơ sở tách 5 thôn và 3 làng đồng bào dân tộc thiểu số của xã Sa Sơn.